# Alfred von Hubicki
Alfred Ritter von Hubicki (5 de febrero de 1887 - 14 de julio de 1971) fue un General der Panzertruppe del Heer (Ejército alemán), nacido en Friedrichsdorf, Imperio austrohúngaro (hoy ciudad de Bedřichov, República Checa), de la Alemania Nazi durante la II Guerra Mundial.
Para el tiempo del Anschluss de Austria en 1938 alcanzaba el rango de Generalmajor como comandante de la división de ejército motorizado y fue transferido al ejército alemán con el mismo rango, y fue seleccionado como comandante de la 4.ª División Ligera tras su formación en Viena. La unidad fue renombrada como 9.ª División Panzer y Hubicki la comandó durante la invasión de Polonia en la que tomó parte en la Batalla de Jordanów y en la Batalla de Jaroslaw. Después tomó parte en las invasiones de Francia y los Países Bajos y Hubicki fue promovido a Generalleutnant en agosto de 1940. Después lideró la división en los Balcanes y le fue concedida la Cruz de Caballero de la Cruz de Hierro por su papel en esa campaña.
Fue ascendido a General der Panzertruppe el 2 de octubre de 1942 y después de comandar una unidad especial en el OKW fue seleccionado como jefe de la Misión Militar alemana en Eslovaquia. Se retiró del servicio activo en marzo de 1945 y falleció el 14 de julio de 1971 en Vienna, Austria.

## Carrera militar – Ascensos
- Kadettoffizierstellvertreter (*) (Cadete) – 18 de agosto de 1905
- Leutnant (Teniente) – 1 de noviembre de 1907
- Oberleutnant (Teniente Primero) – 1 de noviembre de 1912
- Hauptmann (Capitán) – 1 de julio de 1915
- Major (Mayor) – 1 de julio de 1920
- Oberstleutnant a.D. (Teniente Coronel sin servicio/fuera de servicio) – 1 de enero de 1921
- Oberstleutnant (Teniente Coronel) – 1 de octubre de 1923
- Oberst (Coronel) – 22 de febrero de 1930
- Generalmajor (General Mayor) – 24 de diciembre de 1935
- Generalleutnant (Teniente General) – 1 de agosto de 1940
- General der Panzertruppe (General de tropas blindadas) – 2 de octubre de 1942

(*) Kadettoffizierstellvertreter, significa que al ingresar como cadete a la escuela de oficiales, ya era Suboficial del ejército.

## Condecoraciones
- Orden de la Corona de Hierro III. Clase con Decoración de Guerra (19 de noviembre de 1917[1]
- Cruz de Hierro (1939) 2.ª Clase (18 de septiembre de 1939) & 1.ª Clase (23 de septiembre de 1939[1]
- Medalla del Frente Oriental (9 de septiembre de 1942)[1]
- Cruz de Caballero de la Cruz de Hierro el 20 de abril de 1941 como Generalleutnant y comandante de la 9. Panzer-Division[2]
- Cruz de Honor para los combatientes del Frente de 1914-1918 (Alemania)
- Cruz al Mérito Militar de 3.ª Clase (Austria-Hungría)
- Cruz al Mérito Militar de 2.ª Clase (Austria-Hungría)
- Cruz al Mérito Militar de bronce (Austria-Hungría)
- Cruz al Mérito Militar de plata (Austria-Hungría)
- Caballero de 3.ª Clase de la Orden Imperial de la Corona de Hierro (Austria-Hungría)
- Cruz del Aniversario de 1908 (Austria-Hungría)
- Cruz alemana en oro (Alemania)
- Caballero de la Orden de la Corona (Württemberg)
- Medalla conmemorativa de guerra (Austria)
- Gran Condecoración de Honor en Oro por Servicios a la República de Austria (Austria)